# Juan Manuel Gálvez

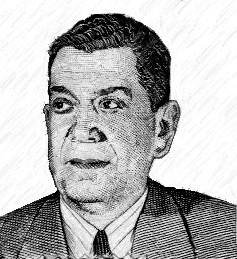
Tekening van Gálvez, naar het voorbeeld van zijn portret op bankbiljetten

Juan Manuel Gálvez Durón (Tegucigalpa 1887 - 1972), was een Hondurees politicus. Hij was van 1 januari 1949 tot 5 december 1954 president van Honduras.

## Biografie

### Opleiding en vroege carrière
Juan Manuel Gálvez werd in 1887 geboren. Gálvez studeerde rechten en werkte als advocaat voor de Amerikaanse United Fruit Company. Hij was een vooraanstaand lid van de Nationale Partij van Honduras (Partido Nacional de Honduras) en was van 1928 tot 1929 minister van Binnenlandse Zaken onder president Miguel Paz Barahona. In 1933 werd hij minister van Defensie onder dictator Tiburcio Carías Udino en bleef dit tot 1949.

### President van Honduras
Juan Manuel Gálvez was een loyaal aanhanger van president Carías. Toen de dictator na de Tweede Wereldoorlog door de Amerikanen onder druk werd gesteld om vrije verkiezingen te houden schoof hij in 1948 Gálvez naar voren als presidentskandidaat. De presidentsverkiezingen van november 1948 won Gálvez gemakkelijk omdat de tegenkandidaat van de Liberale Partij van Honduras (Partido Liberal de Honduras), Manuel Guillermo Zúñiga Huete, zich als kandidaat had teruggetrokken omdat hij vermoedde dat de te houden presidentsverkiezingen niet eerlijk zouden verlopen.
Juan Manuel Gálvez volgde op 1 januari 1949 Tiburcio Carías Udine op als president van Honduras. Carías meende op de achtergrond invloed te kunnen uitoefenen op de nieuwe president, maar Gálvez bleek al snel een eigen koers te varen. Als president besteedde hij veel aandacht aan de verbetering van de infrastructuur van het land. In 1953 werd zelfs 1/4 van het budget uitgegeven aan infrastructuur. Daarnaast ging veel geld naar onderwijs teneinde het analfabetisme terug te dringen.
Op politiek gebied werden naast de PLH ook andere oppositiepartijen toegestaan en de persvrijheid werd gedeeltelijk hersteld. Echter, oppositiepartijen mochten alleen tijdens de verkiezingstijd campagne worden gevoerd en verkiezingsprogramma's worden uitgedeeld.
Onder Gálvez werd het beleid van terugbetalen van buitenlandse leningen, met name aan het Verenigd Koninkrijk, voortgezet.
In mei 1954 nam het Hondurese leger deel aan de verdrijving van de linkse president van Guatemala Jacobo Arbenz Guzmán, waarna de rechtse oppositieleider Elfego Monzón president van dat land werd.
Reeds in 1949 sloot de Hondurese regering een voor de United Fruit Company voordelig contract. Soortgelijke contracten werden ook afgesloten met andere buitenlandse fruitondernemingen. Was de positie van de buitenlandse fruitondernemingen onder Carías al sterk, onder Gálvez nam hun invloed verder toe. De fruitondernemingen oefenden druk uit op de Hondurese regering om geen sociale hervormingen door te voeren en de invloed van de vakbeweging tot een minimum te beperken. President Gálvez zelf was ook een tegenstander van een krachtige vakbeweging: alleen de door de regering gesteunde vakbonden bezaten enige invloed. Gálvez vijandigheid tegenover de onafhankelijke vakbeweging leidde in 1954 tot een opstand van door vakbonden gesteunde arbeiders die op bananenplantages. In reactie hierop werd een achturige werkdag, een ongevallenverzekering voor arbeiders ingesteld en het zware arbeid voor vrouwen en kinderen verboden.

### Staatsgreep
Voor de presidentsverkiezingen van 1954 werd de voormalige dictator Carías door de PNH naar voren geschoven als presidentskandidaat. Dit stuitte op verzet binnen de partij. Een aantal liberalen binnen de PNH scheidden zich van de PNH af en vormden de Nationaal Revolutionaire Beweging (Movimiento Nacional Revolucionario). Zij kozen de vroegere vicepresident Abraham Williams Calderón tot presidentskandidaat. De PLH profiteerde van de verdeeldheid binnen de PNH en de oprichting van de MNR en haar presidentskandidaat Ramón Villeda Morales verkreeg dan ook in oktober 1954 de meeste stemmen. Geen van de kandidaten behaalde echter de meerderheid waarna volgens de grondwet van Honduras het Nationaal Congres de taak had om een nieuwe president aan te wijzen. De PNH en de MNR waren echter felle tegenstanders van de als gematigd links bekendstaande Villeda en boycotten de verkiezingen. Vertrekkend president Gálvez vloog in deze gespannen periode naar Miami om zich te laten behandelen aan een hartkwaal (november 1954). vicepresident Julio Lozano Díaz trok op 5 december 1954 alle macht naar zich toe en zette Gálvez als president af. Door deze staatsgreep werd het democratiseringsproces tijdelijk onderbroken.
Later keerde Gálvez naar Honduras terug. Hij overleed in 1972.